# Burgstall Alte Schlossgräben
Der Burgstall Alte Schlossgräben liegt in der Gemarkung Hungersacker der Stadt Wörth an der Donau im Oberpfälzer Landkreis Regensburg von Bayern. Die Anlage wird als Bodendenkmal unter der Aktennummer D-3-6940-0033 im Bayernatlas als „mittelalterlicher Burgstall“ geführt. 

## Lokalisierung
Der Burgstall liegt am Ansatz des Hanges zum Waxenberger Bach südwestlich der Wüstung Waxenberg. Man erreicht ihn, wenn man vom Weiler Hof der Straße nach Norden folgt; er ist ungefähr 2,5 km von diesem Weiler entfernt. Der Waxenberger Forst ist nur für den forstwirtschaftlichen Verkehr befahrbar; man muss also zur Flur Schloßhänge zu Fuß zum Burgstall gelangen.
Der Burgstall liegt auf einem nach Westen vorgeschobenen, leicht abfallenden Gelände liegenden Geländesporn. Die Anlage ist durch Steilhänge von Nordwest bis Süd geschützt. Sie ist fast kreisrund mit einem Durchmesser von 30 m. Sie wird von einem Ringgraben geschützt, der an der östlichen Zugangsseite über 2 m tief ist und im Hangbereich mehrere Meter unterhalb des Burgplatzes ausgebildet ist. Nach Nordosten und Osten ist zwischen Ringgraben und Burgareal ein 1 m tiefer Graben, nach Osten liegt außerhalb des Ringgrabens zusätzlich ein vorgelagerter Abschnittsgraben. Östlich ist eine seichte, ovale und 12 m lange Grube unklarer Funktion vorhanden. Der Burgplatz ist dicht bewaldet und schwer zugänglich.

## Geschichte
Die Geschichte der Anlage ist unter Burgstall Schlössel dargestellt, da nicht trennscharf unterschieden werden kann, auf welche dieser beiden Anlage sich die historischen Daten beziehen.